# José Rizal
José Rizal, de son nom complet José Protasio Rizal Mercado y Alonzo Realonda, né le 19 juin 1861 à Calamba dans la province de Laguna (Philippines) et mort fusillé le 30 décembre 1896 à Manille, est un poète, romancier, et artiste philippin (également médecin, chirurgien ophtalmologue, et linguiste). Il joua un rôle important dans la lutte pour l'émancipation du peuple philippin pendant la colonisation espagnole, ce qui lui valut d'être exécuté à 35 ans.
Il est aujourd'hui commémoré aux Philippines comme héros national.

## Biographie
Son exergue
Dans cet horrible drame que fut (...) la Révolution philippine, une figure se détache, noble et pure entre toutes, celle de José Rizal, le Héros national. Savant, poète, artiste, philologue, écrivain, qui sait quelle œuvre, émancipatrice et féconde, ce Tagal, cet homme de couleur, ce « sauvage », aurait pu donner à sa patrie et à l'humanité si la barbarie européenne ne l'avait stupidement tué ?
Ramon Sempau, préface d'Au pays des moines, page V (première traduction française du Noli me tangere).
Issu d'une riche famille philippine sino-tagale, José Rizal fit ses études de médecine à Manille. Il fréquenta également les meilleures universités européennes (Madrid, Paris, Berlin). Lors de ses nombreux voyages en Espagne, France, Allemagne, Angleterre, et États-Unis, il acquiert une formation de chirurgien ophtalmologiste, obtient des diplômes en philosophie et apprend plusieurs langues. Il est hyperpolyglotte et ne maîtrise pas moins de 23 langues, dont l'allemand, l'hébreu, l'arabe, le sanskrit. Il a traduit Schiller en tagalog et, lors de son séjour en Allemagne, il a illustré les célèbres histoires de Max und Moritz, de Wilhelm Busch.
Il est ainsi un des ilustrados, les Philippins de la classe moyenne et supérieure de la fin de la colonisation espagnole, dont beaucoup ont été éduqués en Espagne et exposés aux idées du libéralisme et du nationalisme et de l'identité nationale, débattues en Espagne et en Europe. La classe ilustrado était composée d'intellectuels nés et/ou élevés aux Philippines et traversait les lignes ethnolinguistiques et raciales — métis de Sangleyes (terme colonial espagnol: Philippins ayant du sang chinois), insulares (Philippins ayant une ascendance espagnole) et indios (indigènes des Philippines) entre autres — et désirait une réforme à travers « un arrangement plus équitable du pouvoir à la fois politique et économique » sous la tutelle espagnole.
Dirigeant du Mouvement de propagande des étudiants philippins d'Espagne, il signe des articles pour le journal La Solidaridad de Barcelone en collaboration avec Marcelo H. del Pilar  et Graciano Lopez Jaena (es), et propose des réformes démocratiques pour les Philippines. Il suggère notamment qu'elles soient considérées comme une province à part entière de l'Espagne et qu'elles soient représentées aux Cortes, le parlement espagnol. Il écrit plusieurs livres en espagnol, qui critiquent sévèrement le pouvoir religieux dans son pays (Noli me tangere et El Filibusterismo, voir plus loin). Il porte la langue espagnole au sommet de sa richesse, tout en l'augmentant du vocabulaire originaire des îles. Ses livres, interdits à leur parution, circulèrent d'abord clandestinement. En juillet 1890, il séjourne à Bruxelles (cf plaque commémorative), où il écrit El Filibusterismo, qu'il publie à Gand chez F. Meyer Van Loo en 1891 .  
Rizal milite et participe à des sociétés secrètes et revient aux Philippines. Il y fonde la 3 juillet 1892 la Ligue philippine, une organisation visant à promouvoir sur l'archipel ses idées progressistes et réformistes. Dans la nuit du 7 juillet 1892, des conspirateurs se réunissent dans une maison à Manille pour créer la société secrète d'Andrès Bonifacio, la Katipunan (Ang Kataastaasan Kagalanggalangang Katipunan ng Anak ng Bayan – La Grande et très honorable fraternité des fils du peuple), aussi désignée sous l'acronyme K.K.K. dont le sigle sera représenté sur de nombreux drapeaux révolutionnaires. Sans avoir été consulté, José Rizal sera désigné de facto comme président d'honneur du mouvement dont il n'approuve pas l'option violente. Le rôle de la Katipunan était effectivement l'organisation de l'insurrection générale des Philippines.
Les autorités espagnoles arrêtent Rizal le 6 juillet 1892 et l'exilent dans l'île de Mindanao au sud du pays, à Dapitan. Pendant ses années d'exil, il fonde une école, enseigne les langues et les techniques agricoles. Il achète des terrains et cultive une immense plantation mettant en œuvre des techniques modernes. Il poursuit son activité de médecin et pratique de nombreuses opérations chirurgicales dans sa spécialité, l'ophtalmologie. En 1896, alors que la guerre civile se déclenche, Rizal se désolidarise des révolutionnaires dont il stigmatise l'insuffisance intellectuelle et les méthodes. Toujours surveillé par les autorités espagnoles, l'écrivain sent le danger se rapprocher à la suite des implications de son nom dans les projets du Katipunan. Il cherche dès lors à quitter le pays et s'engage pour servir en tant que médecin volontaire, à Cuba où sévit une épidémie de fièvre jaune. Il bénéficie du soutien de loges maçonniques et du gouverneur général des Philippines, Ramón Blanco Erenas Riera y Polo, qui est prévenu de son intention de voyager et favorise son départ .
Cependant, tandis qu'il navigue vers l'Espagne, Rizal est arrêté à bord de son paquebot, emprisonné à Barcelone au fort Montjuich. Il est renvoyé à Manille, où il arrive le 3 novembre, et est détenu dans le fort Santiago, l'enquête ne commence que le 20 novembre .  
Le rôle du gouverneur Blanco dans cette arrestation n'est pas encore élucidé par les historiens. Mais c'est le général Despujols qui, comme gouverneur de Barcelone, présida aux « horreurs de Montjuich ».
Après la défaite espagnole à la bataille de Binakayan-Dalahican (9-11 novembre 1896), Blanco est remplacé par Camilo García de Polavieja, nouveau gouverneur général, qui ordonne l'exécution de José Rizal . Le 30 décembre 1896, accusé de sympathies pour la résistance, José Rizal est fusillé  après un simulacre de procès. Il avait 35 ans. Cet acte de répression politique propulse les ilustrados, et provoque l'unité entre les ilustrados er le mouvement radical Katipunan d'Andrés Bonifacio.

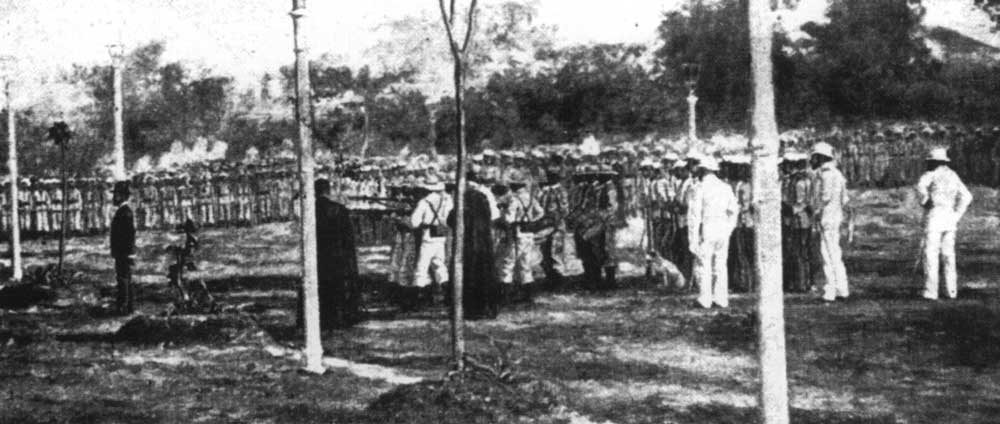
Exécution de José Rizal.

Devenant aussitôt un martyr, sa mort amplifie la résistance. Les États-Unis interviennent à la suite de l'appel d'Aguinaldo et après une courte guerre hispano-américaine, les Espagnols quittent les Philippines en 1898 après avoir vendu le pays au nouveau colonisateur. Passé sous la domination américaine, le pays n'acquit qu'une semi-autonomie en 1935 et son indépendance qu'en 1946.

## Œuvre littéraire
Poète, dramaturge, romancier, José Rizal est l'auteur, dans sa jeunesse, d'une pièce de théâtre : El Consejo de los Dioses (le Conseil des Dieux).
Ses romans Noli me tángere (N'y touchez pas, 1887), publié à Berlin et El Filibusterismo (Obstructionisme ou Pillage, 1891), publié à Gand, tous deux écrits en castillan, ont joué un rôle vital pour l'unification du pays autour d'un idéal spirituel libérateur.
Noli me tangere a été traduit une première fois en français en 1899 sous le titre Au Pays des moines, mais d'une façon, selon les critiques modernes, qui lui a retiré sa valeur littéraire, parfois même qualifiée de trahison. Une nouvelle traduction française, parrainée par l'UNESCO, sera éditée en 1980 à l'initiative d'Étiemble. Le roman suivant El Filibusterismo paraîtra en français pour la première fois en 1984 sous le titre Révolution aux Philippines dans la même collection.

## Postérité et hommages

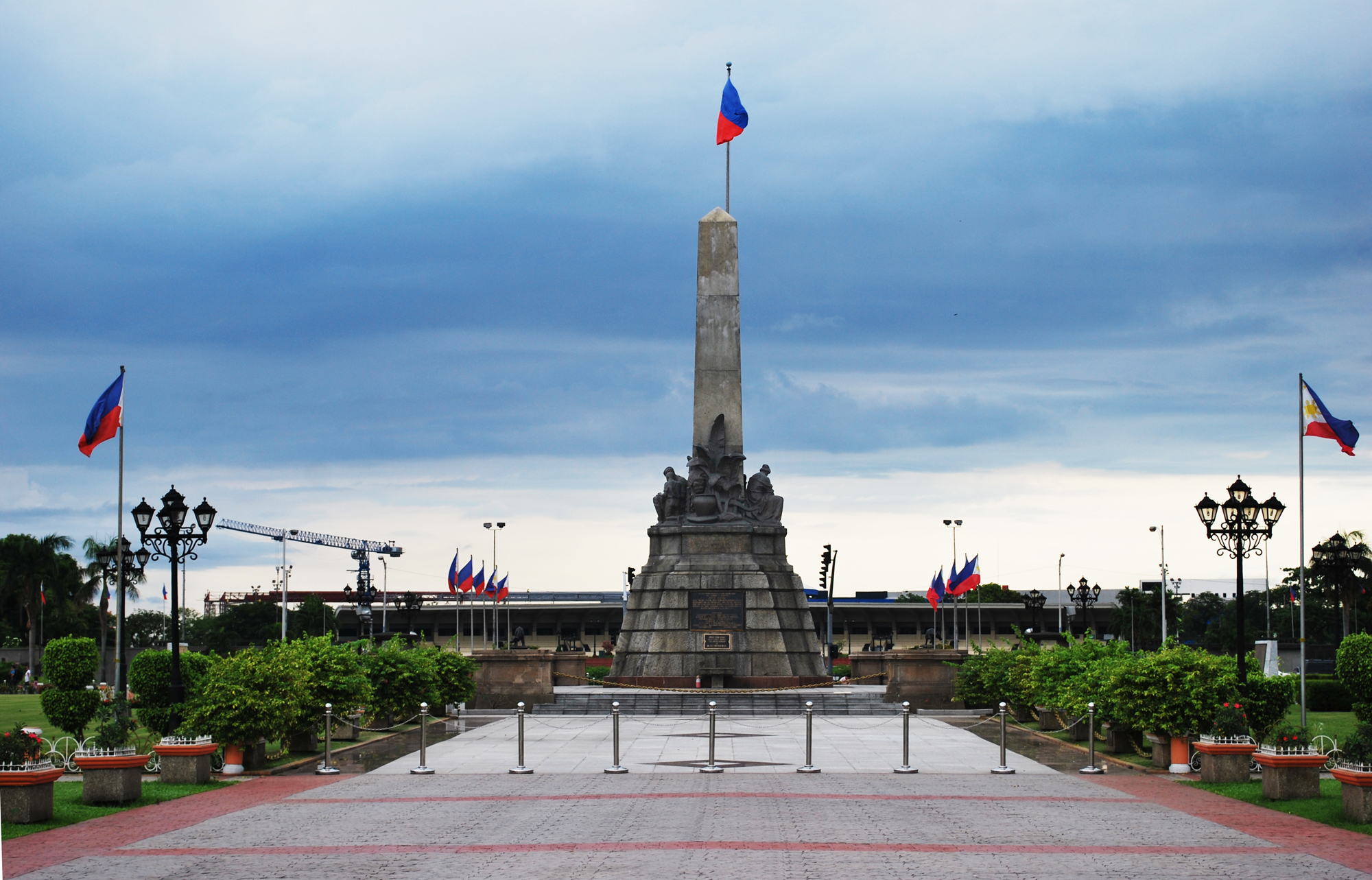
Monument à José Rizal à Rizal Park.

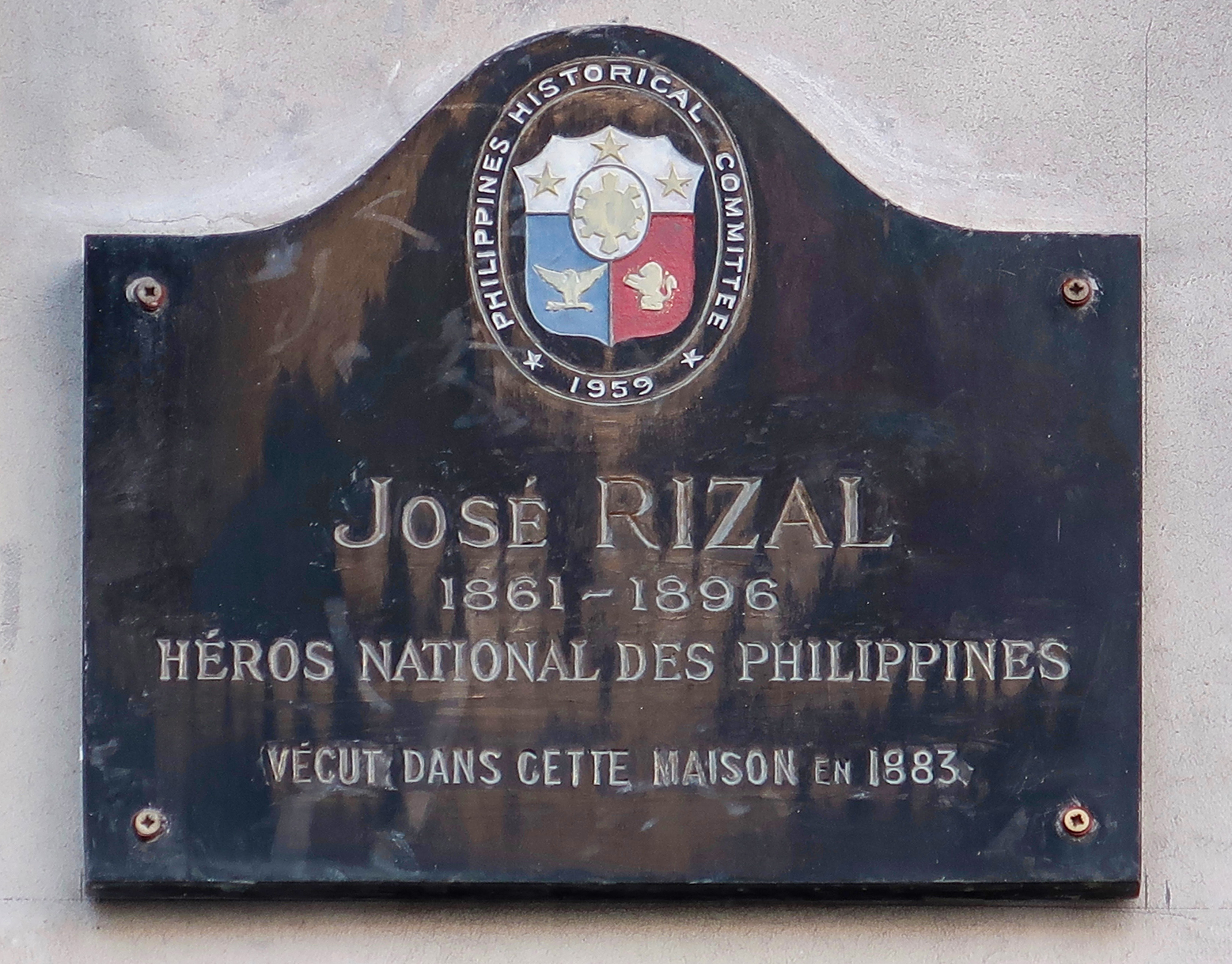
Plaque au 124 rue de Rennes (Paris), où il vit en 1883.

José Rizal est un héros national des Philippines. Un monument commémoratif se dresse près de la mer, à l'extrémité du parc Rizal à Manille. La statue, gardée jour et nuit par deux militaires, est en granit d'Uri. Elle a été taillée par le sculpteur suisse Richard Kissling, l'auteur de la célèbre statue de Guillaume Tell. On peut lire sur la plaque :
« Je veux montrer à ceux qui nous refusent le droit au patriotisme que quand nous savons nous sacrifier pour notre devoir et nos convictions, qu'importe la mort si on meurt pour ce qu'on aime — pour sa patrie et pour les êtres qui nous sont chers »
Dans le fort Santiago, à Manille, ou José Rizal fut emprisonné et exécuté, un musée lui est consacré. L'université des Philippines du Sud à Cebu possède un musée qui conserve des objets lui ayant appartenu. Son effigie figure sur des pièces, billets de banque et timbres-poste philippins. Le 30 décembre, anniversaire de son exécution est jour férié.
Ont été nommés en son honneur :

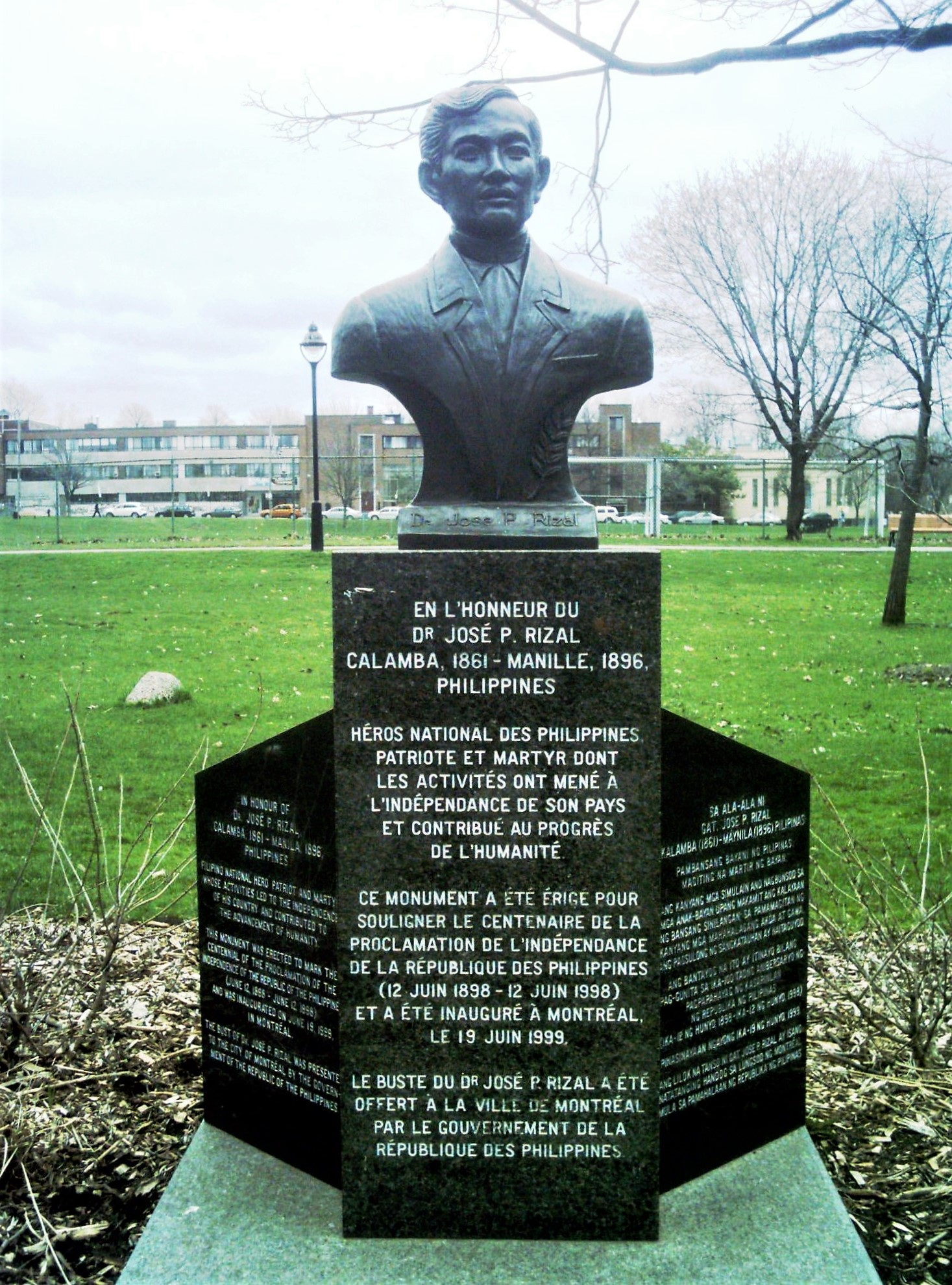
Monument à José Rizal, Montréal.

- Une province (Rizal) et plusieurs municipalités des Philippines
- Rizal Park, un parc du centre de Manille, lieu de son exécution
- De nombreuses rues et écoles des Philippines
- La place José-Rizal à Paris
- Josie Rizal, une combattante philippine du jeu vidéo Tekken 7 a été nommé en son honneur[11]

Selon l'historien Philippin Reynold Fajardo, Rizal était un franc-maçon membre de diverses loges en Espagne, Allemagne, France et peut-être Angleterre.
José Rizal apparaît en tant que Leader dans Civilization VII.

## Filmographie
À l'occasion du centenaire de la révolte des Philippines en 1998, un film a été réalisé sur la vie et l'œuvre de l'écrivain. José Rizal, réalisation Marilou Diaz-Abaya, scénario Ricardo Lee, Jun Lana et Peter Ong Lim. Avec, dans les rôles principaux : Cesar Montano, Joel Torre, Gloria Diaz.

## Citations
- Il n'y a pas de tyrans là où il n'y a pas d'esclaves
- L’Espagne, pour être grande n’a pas besoin d’être tyran.
- Je me trouverai du côté des Philippins opprimés, parce qu'avant tout je préfère succomber pour les droits des bafoués de l’humanité que triompher pour les intérêts égoïstes d’une nation, même quand cette nation s’appelle l’Espagne.
- La haine ne crée que des monstres, le crime, des criminels… Pure et sans tache doit être la victime pour que l’holocauste soit acceptable.
- Les vérités latines sont des mensonges en tagal.
- Croire au hasard c’est croire au miracle ; c’est toujours supposer que Dieu ne connaît pas l’avenir.
- Qu’est ce que le hasard ? Un événement que personne n’avait prévu. Qu’est ce que le miracle ? Une contradiction, un renversement des lois naturelles. Imprévision et contradiction dans l’Intelligence qui dirige la machine du monde signifient deux grandes imperfections.
- La balle cède devant le mot, parce que le mot s'élève dans l’harmonie des forces en présence et fait surgir une énergie que les puissances matérielles ne peuvent contenir…
- Citation de sa dernière lettre au professeur Fernando Blumentritt – Mon cher frère, lorsque tu recevras cette lettre je serai mort. Demain à 7h, je dois être fusillé, mais je suis innocent du crime de rébellion…

## Œuvres
- Noli me tangere, roman paru en 1887 à Berlin, Allemagne.
- El Filibusterismo, roman paru en 1891 à Gand, Belgique, chez F. Meyer van Loo. Rizal termine le roman à Bruxelles et publie à Gand[13] .
- Au Pays des moines (Noli Me Tangere) Roman tagal. Traduction et Annotations de Henri Lucas & Ramon Sempau. Paris. P.-V. Stock, Éditeur. 1899.
- José Rizal (Jovita Ventura Castro, préface d'Étiemble), Noli me tangere « N'y touchez pas ! », Gallimard, 1980.
- José Rizal (Jovita Ventura Castro, préface de Daniel-Henri Pageaux), El Filibusterismo « Révolution aux Philippines », Gallimard, 1984.
- (es) El Consejo de los Dioses (le Conseil des Dieux). Manille. 1915/1916. Théâtre. (texte sur le Projet Gutemberg)